# Рострейвер Тауншип (округ Вестморленд, Пенсільванія)
Рострейвер Тауншип (англ. Rostraver Township) — селище (англ. township) в США, в окрузі Вестморленд штату Пенсільванія. Населення — 11 393 особи (2020).

## Демографія
Згідно з переписом 2010 року, у селищі мешкали 11 363 особи в 4617 домогосподарствах у складі 3302 родин. Було 4968 помешкань
Расовий склад населення:
| - 96,0 % — білих - 1,7 % — чорних або афроамериканців - 0,9 % — азіатів - 0,1 % — корінних американців |

До двох чи більше рас належало 1,1 %. Частка іспаномовних становила 1,1 % від усіх жителів.
За віковим діапазоном населення розподілялося таким чином: 20,8 % — особи молодші 18 років, 60,7 % — особи у віці 18—64 років, 18,5 % — особи у віці 65 років та старші. Медіана віку мешканця становила 45,3 року. На 100 осіб жіночої статі у селищі припадало 95,8 чоловіків;  на 100 жінок у віці від 18 років та старших — 92,3 чоловіків також старших 18 років.
Середній дохід на одне домашнє господарство  становив 80 237 доларів США (медіана — 63 378), а середній дохід на одну сім'ю — 89 802 долари (медіана — 74 307). Медіана доходів становила 55 151 долар для чоловіків та 38 697 доларів для жінок. За межею бідності перебувало 6,7 % осіб, у тому числі 6,7 % дітей у віці до 18 років та 4,5 % осіб у віці 65 років та старших.
Цивільне працевлаштоване населення становило 5427 осіб. Основні галузі зайнятості: освіта, охорона здоров'я та соціальна допомога — 30,8 %, роздрібна торгівля — 12,1 %, виробництво — 10,4 %.